# Чидонио (Казерта)
Чидонио је насеље у Италији у округу Казерта, региону Кампанија.
Према процени из 2011. у насељу је живело 29 становника. Насеље се налази на надморској висини од 110 м.